# Nelli Aliszewa
Nelli Michajłowna Aliszewa (ros. Нелли Михайловна Алишева) (ur. 20 grudnia 1983 w Lipiecku) – rosyjska siatkarka grająca na pozycji środkowej.
Nelli zaczęła grać w siatkówkę w wieku 13 lat (1996), jej pierwszą trenerką była Walentina Pupinina.